# Циклохексан
Циклохексанът е органично съединение от класа на циклоалканите.

## Получаване
Получава се при хидриране на бензен в течна фаза при температура 150 – 250 °C и налягане 1 – 2,5 МПа (добив 99 %), а също при ректификация на нефтопродукти. Друг начин за получаване е чрез реакция на Кижнер от етилциклобутан под действие на катализатор AlCl3.

## Използване
Суровина за получаване на капролактам, адипинова киселина и циклохексанон; разтворител на етерични масла, восъци, лакове, бои, екстракционен агент във фармацевтическата промишленост.